# 西向镇
西向镇，是中华人民共和国河南省焦作市沁阳市下辖的一个乡镇级行政单位。

## 行政区划
西向镇下辖以下地区：
西向一街村、西向二街村、西向三街村、西向四街村、西向五街村、东向村、皇府村、水黄头村、卫村、龙泉村、南向村、屯头村、解住村、东高村、西高村、清河村、北鲁村、常乐村、新庄村、义庄一街村、义庄二街村、义庄三街村、南作村、行口村、捏掌村、逍遥村和虎村。